# Repetición (música)

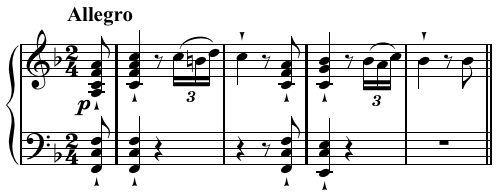
Repetición motívica en Sonata para piano op. 10 n.º 2 de Beethoven.

La repetición es fundamental en la música donde los sonidos o las secuencias suelen repetirse. Una idea frecuentemente asentada es que la repetición debe estar en equilibrio con los planteamientos iniciales y variaciones en una pieza musical. 

## Descripción
Se le puede llamar reexpresión, como la actualización de un tema, a pesar de que desempeña un papel en toda la música, con el ruido y las alturas musicales situadas a lo largo de un espectro, desde los sonidos de frecuencia irregular hasta los de frecuencia periódica. Es especialmente importante en estilos específicos. Una repetición literal de un pasaje musical se indica a menudo mediante el uso de un signo de repetición o las indicaciones de da capo o dal segno.

«La repetición es una parte integrante de la simetría y de establecer motivos y ganchos. Encontrará una figura melódica o rítmica que te gusta y te lo repito a lo largo de la melodía o canción. Este tipo de repetición... ayuda a unificar su melodía, es el equivalente melódico de un repiqueteo constante y sirve como un factor de identidad para los oyentes. Sin embargo, demasiado de algo bueno puede ser molesto. Si repites tu figura con demasiada frecuencia, empezará a aburrir al oyente.»
– Miller.

«La memoria afecta a la experiencia de audición de música tan profundamente que no sería una exageración decir que sin memoria no habría música. Como resultados de teóricos y filósofos han señalado... la música se basa en la repetición. La música funciona debido a que nos acordamos de los tonos que acabamos de escuchar y que los relacionamos con los que están en ese mismo momento se están interpretando. Esos grupos de tonos -frases- pueden surgir después en la pieza en una variación o transposición que cosquillea nuestro sistema de memoria al mismo tiempo, ya que activa nuestros centros emocionales... La repetición, cuando se lleva a cabo con destreza por un gran maestro es emocionalmente satisfactoria para nuestro cerebro y hace las experiencias de escucha tan placenteras.»
– Levitin.

Theodor Adorno criticó la repetición y la música popular tachándolas de psicóticas e infantiles. Por el contrario, Richard Middleton sostiene que "la repetición es una característica de toda la música de cualquier tipo, un alto nivel de repetición puede ser una marca específica de "lo popular" y que esto permite un "facilitador" de "una audiencia inclusiva y no exclusiva". "No hay una norma o convención universal" que establezca la cantidad o el tipo de repetición", toda la música contiene repeticiones, pero en diferentes cantidades y de una gran variedad de tipos." Esto se ve influenciado por la "economía política de producción", la "economía psíquica" de los individuos, los medios de producción músico-tecnológicos y la reproducción (oral, escrita, eléctrica); y el peso de las convenciones sintácticas de las tradiciones histórico musicales".
Por lo tanto, Middleton distingue entre repetición discursiva y musemática. Un musema es una unidad mínima de significado, análoga al morfema en lingüística y la repetición musemática se da "en el nivel de las figuras musicales breves, a menudo utilizado para generar un marco estructural completo. La repetición discursiva se da "a nivel de las frases o secciones musicales, que generalmente funciona como parte de un 'argumento' a mayor escala. "Él ofrece como "casos paradigmáticos": el riff y la frase. 
La repetición musemática comprende la circularidad, relaciones sincrónicas y apertura. La repetición discursiva incluye la linealidad, el control racional y la autosuficiencia. La repetición discursiva en su mayoría se anida (jerárquicamente) en las repeticiones largas y puede ser considerado como seccional o divisiva, mientras que la repetición musemática puede ser considerada aditiva. En términos más sencillos, la repetición musemática es una simple repetición de exactamente la misma figura musical, como un estribillo reiterado. La repetición discursiva es "tanto repetitiva como no repetitiva", tales como la repetición de la misma figura rítmica con notas diferentes.
Durante el Clasicismo musical, los conciertos de música eran acontecimientos muy esperados, porque a quien le gustaba una pieza musical no podía escucharla de nuevo cada vez que quisiera. Por su parte, los músicos tenían que pensar en la manera de hacer que la música permaneciese en la memoria de los oyentes. Por lo tanto, se repetían partes de su canción en ocasiones creando música como una sonata muy repetitiva, sin que fuese aburrido.
La repetición es importante en la forma musical. La repetición de cualquier sección de la forma ternaria da como resultado la forma ternaria ampliada y en su forma binaria la repetición de la primera sección al final de la segunda da como resultado en forma binaria redonda. Heinrich Schenker argumentó que la técnica musical "más característica, impactante y distintiva" es la repetición, mientras que Pierre Boulez sostenía que un alto nivel de interés en la repetición y la variación (analogía y diferencia, reconocimiento y lo desconocido) es característico de todos los músicos, especialmente de los músicos contemporáneos y la conversación dialéctica entre las dos da lugar a la forma musical.
Entre los tipos de repetición se incluyen la repetición exacta (AAA), la repetición tras una digresión (ABA o ABA') y la no repetición (ABCD). Aaron Copland y Leonard Slatkin ofrecen las piezas "Au clair de la lune" y "Ach du lieber Augustin" como ejemplos de ABA y por otra parte la pieza "The Seeds of Love" como ejemplo del último tipo.
|                                    |
| "Au clair de la lune" Reproducirⓘ. |

|                                       |
| "Ach! du lieber Augustin" Reproducirⓘ |

|                                 |
| "The Seeds of Love" Reproducirⓘ |

A nivel de tono la repetición crea un drone.